# Bronisława Ostrowska

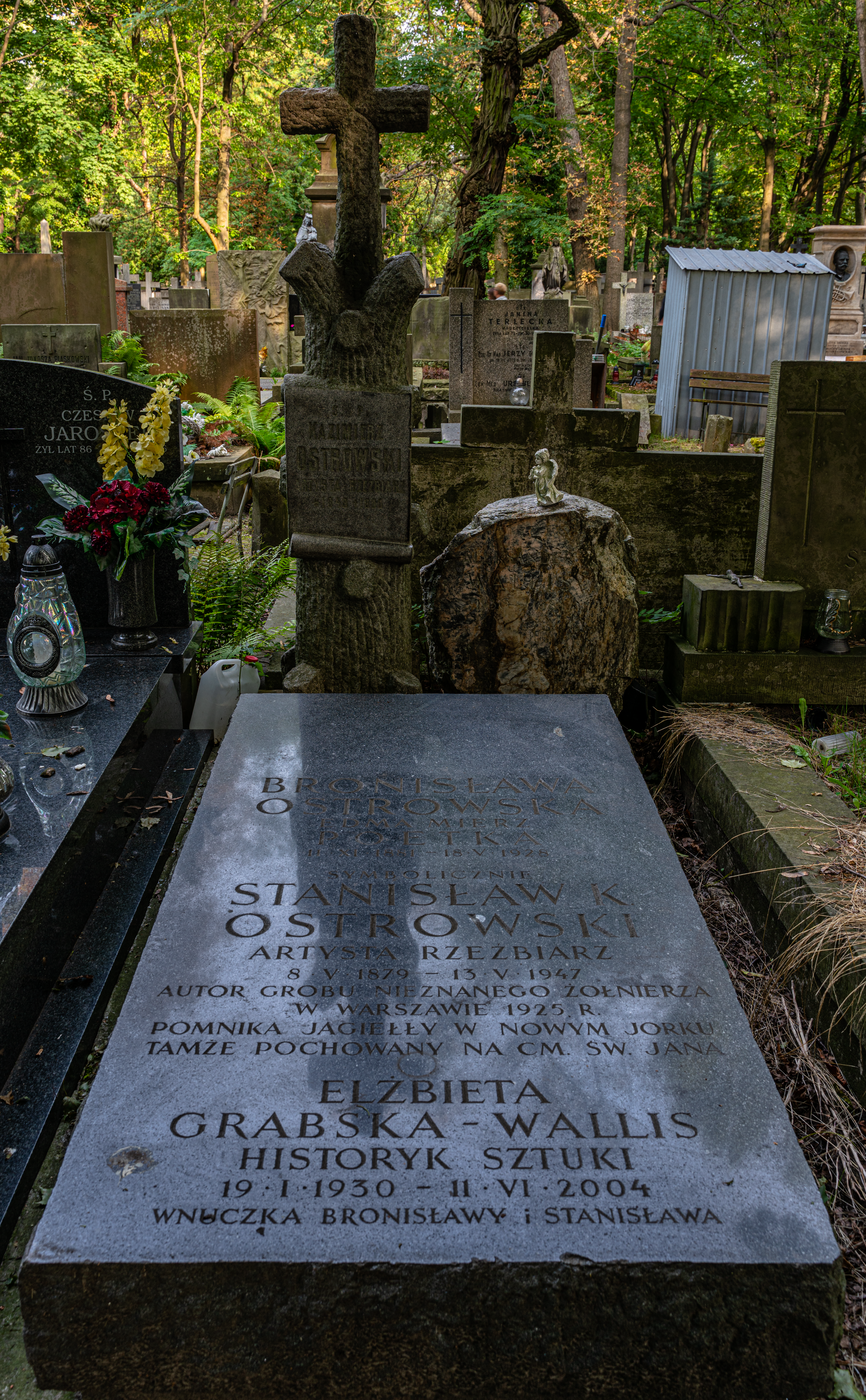
Grób Bronisławy Ostrowskiej na cmentarzu Powązkowskim

Bronisława Ostrowska (z domu Mierz-Brzezicka, pseud. Edma Mierz, Wojciech Chełmski; ur. 16 listopada 1881 roku w Warszawie, zm. 18 maja 1928 roku w Warszawie) – poetka polska okresu Młodej Polski, tłumaczka poezji francuskiej oraz pisarka książek dla dzieci.

## Życiorys
Ukończyła warszawskie gimnazjum, w 1901 roku wyszła za mąż za rzeźbiarza Stanisława Kazimierza Ostrowskiego. Mieli córkę Halinę Grabską, wnuczką była historyk sztuki Elżbieta Grabska-Wallis.
Przed I wojną światową kilkukrotnie przebywała we Francji, biorąc udział w pracach Towarzystwa Artystów Polskich. Pobyt we Francji miał duży wpływ na twórczość poetki, gdyż właśnie tam wypracowała oryginalny styl wypowiedzi lirycznej, łączący intelektualizm z nastrojowością. Najczęściej nawiązywała do Słowackiego, Krasińskiego, Konopnickiej.
Lata wojny spędziła w Charkowie, gdzie prowadziła żywą działalność literacką i patriotyczną. Twórczość poetycką rozpoczęła od wierszy symbolistycznych, by później zwrócić się w stronę nurtu klasycyzującego. Poza twórczością liryczną zajmowała się tłumaczeniem tekstów francuskich, pisała też książki dla dzieci.
Została pochowana na cmentarzu Powązkowskim (kwatera 55-6-20).

### Tomiki poezji
- Opale (1902)
- Poezje (1905)[3]
- Jesienne liście (1905)[4]
- Chusty ofiarne (1910)[5]
- Krysta (1910, poemat dramatyczny)
- Liryka francuska (1910—11, 2 t., przekłady)
- Aniołom dźwięku (1913)[6]
- ABC Polaka pielgrzyma (1916)[7]
- Z raptularza 1910-1917 (1917)[8]
- Pierścień życia (1919)[9]
- Książka jutra (1922)[10]
- Gwiazdka polskiego dziecka
- Tartak słoneczny (1928)
- W starem lustrze (1928)[11]
- Rozmyślania (1929)[12]

### Książki dla dzieci
- Bohaterski miś (1919)
- Córka wodnicy